# Audru kommun
Audru kommun (estniska: Audru vald) är en kommun i Estland. Den ligger i landskapet Pärnumaa, i den sydvästra delen av landet, 120 km söder om huvudstaden Tallinn. Centralort är småköpingen (estniska: alevik) Audru. Köpingen (alev) Lavassaare är också belägen i kommunen.
Följande samhällen finns i Audru kommun:
- Audru, småköping och centralort
- Lavassaare, köping
- Ahaste
- Jõõpre
- Kõima
- Kihlepa
- Lemmetsa
- Lindi
- Malda
- Oara
- Papsaare
- Põldeotsa
- Ridalepa
- Saari
- Soomra